# Вампири, таласъми
„Вампири, таласъми...“ е български игрален филм (драма) от 1992 година, по сценарий и режисура на Иван Андонов. Оператор е Димо Минов. Музиката във филма е композирана от Кирил Маричков.

## Актьорски състав
- Илка Зафирова – Ванда
- Пепа Николова – Мита
- Петя Силянова – Рада
- Ели Скорчева – Мила
- Живка Ганчева – Живка
- Васил Банов – Вергил Гърневски
- Николай Урумов – Ташков
- Петър Попйорданов – Горчо
- Стефка Янорова – Султанка
- Лъчезар Кацарски – Асен
- Георги Русев – директорът на театъра бай Минчо
- Жана Караиванова – Стайнова
- Катя Чукова – Димитрия
- Николай Бинев – Шани
- Антони Райжеков – Тинко
- Надя Тодорова – бясната вдовица
- Петър Димов – Неделев
- Ева Демирева – актриса
- Владимир Каракашов – Христо
- Виктория Василева – Калина
- Константин Хаджипанзов – въоръжено лице
- Веселин Недялков – въоръжено лице
- Венцислав Илиев – въоръжено лице
- Панайот Цанев – въоръжено лице
- Неделчо Стойчев – въоръжено лице
- Николай Стоилов – въоръжено лице
- Стоян Маджаров – въоръжено лице

В епизодите:
- Румяна Рунева (като Р. Рунева)
- Михаил Михайлов (като М. Михайлов)
- Катя Кючукова (като Ек. Кючукова)
- Таня Губиделникова (като Т. Губиделникова)
- Александра Сърчаджиева (като Ал. Сърчаджиева)
- М. Генкова
- В. Джиджев
- П. Минов
- Стоян Гъдев (като Ст. Гъдев)
- Румяна Бочева (като Р. Бочева)
- Свобода Молерова (като Св. Молерова)
- Мария Карел (като М. Карел)
- Борислав Иванов (като Б. Иванов)
- Магда Шалева (като М. Шалева)
- М. Михайлова
- Жана Стоянович (като Ж. Стоянович)
- Димитър Герасимов (не е посочен в надписите на филма)